# 克納斯維爾 (北卡羅萊納州)
克納斯維爾（英語：Kernersville）是一個位於美國北卡羅萊納州福賽斯縣及吉爾福德縣的城鎮。

## 人口
根據2020年美國人口普查的數據，克納斯維爾的面積為47.18平方千米，當中陸地面積為46.88平方千米，而水域面積為0.29平方千米。當地共有人口26481人，而人口密度為每平方千米561人。